# Alexis Copello
Alexis Copello, född den 12 augusti 1985, är en kubansk friidrottare som tävlar i tresteg.
Copello deltog vid olympiska sommarspelen 2008 i Peking där han blev utslagen i kvalet. Vid VM 2009 hoppade han 17,36 vilket gav honom en bronsmedalj.

## Personliga rekord
- Tresteg - 17,65